# Molino de viento de Thelnetham
El molino de viento de Thelnetham, también conocido como Button's Mill, es un molino de torre de ladrillo catalogado de Grado II*. El molino se encuentra en Thelnetham, Suffolk, Inglaterra. Fue construido a principios del siglo XIX para moler trigo y convertirlo en harina. El molino de viento de Thelnetham funcionó con energía eólica hasta 1924, últimamente a dos velas, tras lo cual quedó abandonado.
En 1979, un grupo de entusiastas compró el molino para restaurarlo. Numerosos voluntarios ayudaron a restaurarlo durante ocho años. El molino está abierto al público y en él se puede comprar harina molida.
El molino es un pequeño molino de torre de cuatro pisos con velas de charol y devanado por una cola de abanico. Acciona dos pares de muelas, con un tercer par accionado por un motor auxiliar.

## Historia
El primer registro de un molino de viento en Thelnetham fue un molino de poste que aparecía en el mapa de Joseph Hodgkinson de Suffolk de 1778. En 1818, el molino de poste se trasladó a Sandy Lane, Diss, Norfolk.
El molino de poste fue sustituido por un molino de torre, construido por el constructor de molinos George Bloomfield para William Button en 1819. El molino se puso en funcionamiento el día de Navidad de 1819. En 1832, el molino se modernizó con la instalación de un eje de viento de hierro fundido, velas de charol y una cola de abanico. El nuevo eje de viento se instaló el 16 de julio de 1832. Fue fabricado por J Aickman, el millwright de King's Lynn, y pesaba 1¾ toneladas (1.780 kg). En septiembre de 1836 se instaló una nueva cepa. William Button falleció el 11 de febrero de 1837. El molino pasó conjuntamente a su viuda Rebecca y a su hijo Richard. Richard Button explotó el molino hasta 1860, fecha en la que fue traspasado a sus hijos Richard y William, quienes lo vendieron a Richard Peverett de Kenninghall, Norfolk, en 1862.
El molino fue explotado por Stephen Peverett, hijo de Richard. Heredó el molino a la muerte de su padre en 1875 y lo arrendó a Henry Bryant en 1879. En 1884, el molino se vendió en subasta y Henry Bryant adquirió la propiedad absoluta.Bryant reconstruyó las plantas del molino. A partir de 1892, se utilizó una máquina de vapor portátil como energía auxiliar, que accionaba un par adicional de piedras de molino en la planta baja. En 1914 se sustituyó por una máquina de aceite Hornsby. Bryant dirigió el molino hasta 1920, cuando lo vendió a Alphonso Vincent, un carretero jubilado de Garboldisham, Norfolk. El motor Hornsby se vendió a principios de la década de 1920. Hacia 1920, el molino sufrió un rebufo, por lo que se retiró un par de velas. Vincent realizó algunas reparaciones en el molino y lo dirigió hasta que se jubiló en 1924. Una de las dos velas restantes naufragó en 1926, cuando el molino volvió a tener viento de cola.
A la muerte de Alphonso Vincent en 1932, su hijo George heredó la propiedad. Vivió en el lugar en un viejo camión hasta su muerte en 1973. El molino pasó a manos de su hija, que lo vendió en 1974 al Sr. y la Sra. Humphries, quienes pretendían convertirlo en una casa. Más tarde cambiaron de opinión y lo pusieron a la venta para restaurarlo. En 1976, la tapa del molino voló en pedazos a causa de un vendaval. En noviembre de 1979, cinco miembros del Suffolk Mills Group compraron el molino de viento de Thelnetham y se hicieron planes para restaurarlo. El consorcio estaba formado por Mark Barnard, Charles Dolman, Peter Dolman, David Pearce y Chris Seago. El molino abandonado y un acre de terreno costaron 6.000 libras.
En 2013, el molino fue donado al Suffolk Building Preservation Trust, que también es propietario del molino de agua de Pakenham. El 14 de julio de 2019 se celebró el bicentenario del molino. Estuvo presente el camión Locomobile en el que había vivido George Vincent, ahora restaurado a su estado original del ejército. También en 2019, el molino se utilizó como colegio electoral durante las elecciones al Parlamento Europeo en mayo, y en las Elecciones Generales en diciembre. El lugar habitual, Thelnetham Village Hall al no estar disponible debido a que estaba siendo sometido a una importante remodelación.

## Restauración

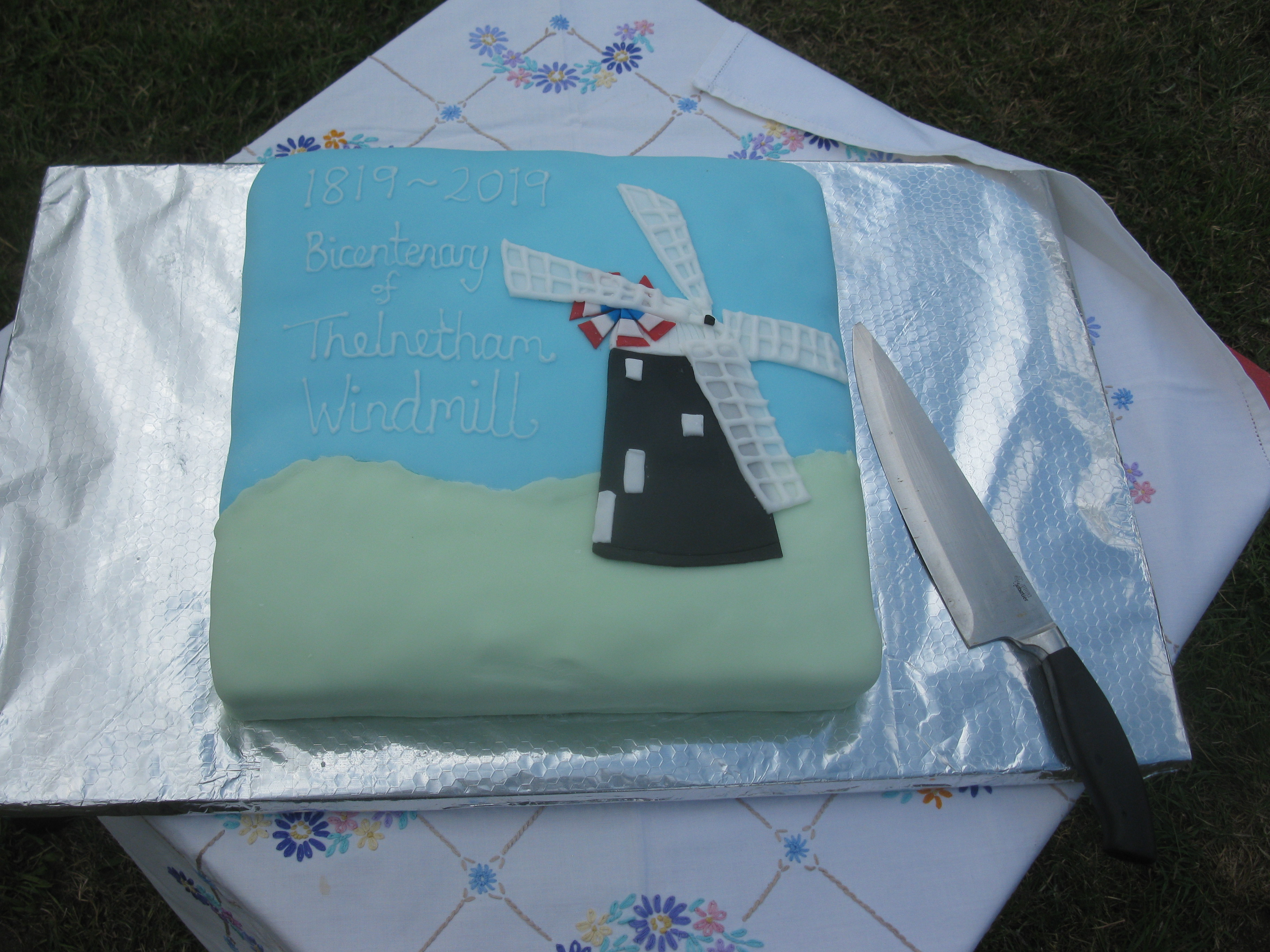
La tarta hecha para celebrar el bicentenario del molino de Thelnetham

El molino se restauró a lo largo de seis años. Gran parte del trabajo fue realizado por entusiastas que aprovecharon las vacaciones laborales para reparar el molino.

### 1979-1980
El consorcio tomó posesión del molino en noviembre de 1979. La primera prioridad fue hacer el molino lo más hermético posible. Se extendieron láminas de polietileno sobre el suelo de polvo del molino para evitar que el agua siguiera penetrando en la estructura. El molino fue inspeccionado y registrado. En la primavera de 1980, el suelo de polvo se derrumbó parcialmente y fue retirado como medida de seguridad. Se montaron andamios para permitir el desmontaje de la etapa de ventilador y se retiraron las ruedas de centrado de la tapa para preparar la retirada del bastidor de la tapa.
A finales de julio y principios de agosto de 1980 se organizó un taller de dos semanas de duración, en el que trabajaron 33 voluntarios. Treinta y tres voluntarios trabajaron en el molino durante el taller. Se fabricaron dos nuevas vigas principales para el suelo de polvo a partir de troncos de pinotea que habían estado previamente en una maltería de Bury St Edmunds.El 3 de agosto de 1980, se retiraron con una grúa móvil el árbol de viento y los fragmentos de velas que quedaban, seguidos de la estructura de la tapa y las secciones de hierro fundido del bordillo.
Se colocaron nuevas viguetas de roble en el suelo de polvo y se colocó un entablado provisional para proporcionar una plataforma de trabajo para las reparaciones de la parte superior de la torre del molino. Se retiró el suelo de la tolva, a excepción de una viga principal de roble que podía repararse. Se fabricó una viga principal de pinotea de sustitución y se reparó la viga de roble. Se colocaron nuevas vigas de roble, junto con algunas recuperadas del suelo original que podían reutilizarse. Una de ellas había sido anteriormente un látigo de una vela común. Algunas de las vigas se fabricaron con pinotea procedente de la bomba de viento de Eastbridge, que, tras su derrumbe el 19 de febrero de 1977, se había vuelto a erigir en el Museo de la Vida de East Anglian, Stowmarket. Se desmontó el elevador de sacos para poder repararlo, se repararon los ladrillos y se fabricaron nuevos dinteles para algunas ventanas. Se colocó una lona sobre la torre del molino para protegerla de las inclemencias del tiempo durante el invierno. Se sustituyeron las tablas del suelo de la tolva y se retiró uno de los dos pares de piedras de molino.
Las obras se financiaron con subvenciones de 500 libras del Consejo para la Preservación del Essex Rural, 250 libras del Consejo Municipal de St Edmundsbury, 200 libras del Scarfe Trust y 200 libras del Suffolk Mills Group. Otras donaciones e ingresos ascendieron a 65 libras, y el resto de los gastos fueron sufragados conjuntamente por los cinco propietarios.
Los medios de comunicación locales y nacionales se hicieron eco del "work-in", entre ellos BBC Look East,Bury Free Press, Eastern Daily Press, East Anglian Daily Times, Daily Telegraph, y Radio Orwell.

### 1981
En la temporada de 1981 se celebraron dos work-ins distintos, el primero del 25 de julio al 2 de agosto y el segundo del 22 de agosto al 30 de agosto. Un total de 37 voluntarios participaron durante las dos semanas.
Se retiraron las piedras de molino del suelo de piedra, que fue reparado. Se descubrió que una de las vigas principales había sido atacada por el escarabajo de la muerte y se sustituyó más de un tercio de la viga de olmo por roble. Los seis soportes de la armadura se repararon de uno en uno, ya que soportaban todo el peso de la maquinaria. Hubo que cambiar un poste. Se había podrido y el suelo se había hundido 100 mm, lo que había provocado la fractura de la segunda viga del piso principal. Una vez finalizados estos trabajos, se retiró el suelo de piedra, incluida la segunda viga del piso principal, que se retiró en una sola pieza para poder evaluar la ruta más adecuada para instalar su reemplazo.
Se instaló la nueva viga maestra para el suelo de piedra y se hormigonó la planta baja. El suelo de piedra se reconstruyó reutilizando los antiguos soportes de piedra y las viguetas que podían reutilizarse. Otras viguetas se hicieron nuevas de roble o pinotea. En el suelo de polvo se colocaron tablas nuevas de olmo de 32 mm (1+1⁄4 pulgadas) de grosor con doble ranura y lengüeta metálica entre ellas. Las del suelo de los contenedores tienen una configuración similar. Se retiraron las cuatro hiladas superiores de ladrillo de la torre del molino y se comenzó a reconstruirlas, con la ayuda de un trasmallo fijado al eje vertical.
Durante el segundo período de trabajo, se entabló el resto del suelo de piedra, utilizando de nuevo tablas de doble ranura con una lengüeta metálica entre ellas. Se reconstruyó la ventana del piso de polvo y se continuó con la reconstrucción de las cuatro hiladas superiores de mampostería. Las dos hiladas superiores se reconstruyeron con ladrillos rojos de ingeniería. La ventana de la planta baja se cubrió con un dintel de hormigón armado, ya que la torre era débil en este punto y se había deformado. Se aplicaron dos capas de pintura roja al plomo en el eje del viento, los segmentos de los bordillos y los engranajes de la cola del ventilador. Se fabricó un nuevo remate de roble de 910 mm de largo por 410 mm de diámetro. Se empezó a eliminar el antiguo rejuntado de la mampostería y a rejuntarlo con mortero calibrado.
Una vez terminados los trabajos, se completó el entablado del suelo de piedra y se limpió a fondo el molino para prepararlo para una jornada de puertas abiertas que se celebró a finales de otoño. Los trabajos realizados en 1981 costaron 3.250 libras. Se recibieron donaciones por valor de 2.000 libras de Rank Xerox, 1.704 libras del Historic Buildings Council y 130 libras del St Edmundsbury Borough Council. Otras donaciones e ingresos recibidos ascendieron a 70 libras. El proyecto recibió más cobertura en los medios de comunicación locales, el Eastern Daily Pressy el South Norfolk News.

### 1982
Los trabajos de 1982 tuvieron lugar del 24 de julio al 1 de agosto y del 21 de agosto al 29 de agosto. Los trabajos previstos incluían la finalización de los trabajos de albañilería en la parte superior de la torre, la instalación del bordillo Elm, el inicio de la construcción de la nueva cubierta, la instalación de maquinaria y la fabricación y montaje de varias puertas y ventanas. Se construyó la estructura de la cubierta, incorporando dos vigas de la estructura original de la cubierta que estaban en condiciones de ser reutilizadas. La estructura de la cubierta se terminó en otoño de 1982. Se había construido al revés y se utilizó una grúa móvil para darle la vuelta y colocar el cortavientos en su posición.

### 1983
A principios de 1983, los trabajos se limitaron principalmente a tareas menores, como la fundición de varios latones y la revisión de varias piezas del tren de tracción de la cola de abanico y del mecanismo de control de las velas de charol. En general, el interior del molino se hizo lo más seguro posible para preparar las visitas programadas, incluida una de la Sección de Molinos de Viento y de Agua de la Sociedad para la Protección de Edificios Antiguos. Otros trabajos incluyeron la revisión de la transmisión final a las piedras de 1,40 m (4 pies y 7 pulgadas), incluido el desmontaje de la tuerca de piedra y la sustitución de tres engranajes de haya.
Cuando mejoró el tiempo, se empezó a trabajar en el exterior. La mayor parte del círculo de la cúpula se construyó antes de que comenzaran los primeros trabajos. Los trabajos se llevaron a cabo durante dos semanas distintas en julio y agosto, con la participación de 35 personas. Durante el primer taller, se montaron los postes y los tirantes de la cola de fanal. Se colocaron las costillas de roble prefabricadas fuera de la obra y el remate se sujetó con andamios, listo para el montaje final. Se colocaron los travesaños intermedios de roble y el remate se colocó en su posición con un molinete. El armazón de la cúpula se completó con la colocación de los nervios intermedios y las vigas. También se completó la parte trasera del círculo de la tapa.
Entre los dos trabajos, se completó la buhardilla trasera y la colocación de los tapajuntas en el marco del tejado. De este modo, el lunes de la segunda jornada de trabajo se pudo empezar a colocar la cubierta. Las tablas de la tapa tienen un grosor de ½ pulgada (13 mm) y una anchura de 9 pulgadas (230 mm) en la enagua, estrechándose hacia la parte superior. Se instaló un nuevo cojinete de cuello bajo el eje de viento, no sin dificultad y mucho mecanizado antes de que encajara. Una vez terminado el entablado de la caperuza, se colocaron las tiras de recubrimiento sobre las juntas. La enagua se colocó en su posición con ayuda de una cuerda y un molinete, y la banda de refuerzo de acero galvanizado se atornilló en su sitio, dando lugar a una estructura robusta. La varilla de golpeo se colocó a través del eje de viento y el eje para la cola de ventilador se colocó en su posición en la parte superior de los postes de la cola de ventilador. En la parte superior de la torre del molino, se preparó el bordillo para aceptar la tapa y se atornillaron las placas de hierro fundido del bordillo. Se prosiguió con el rejuntado de los ladrillos de la torre, y casi la mitad de ellos estaban terminados al final de la segunda jornada de trabajo.
Una vez finalizados los trabajos, se prosiguió con el acabado de la cubierta, cuya izada estaba prevista para octubre. Al principio, las condiciones meteorológicas dificultaron los trabajos, pero la aplicación de una moderna pintura microporosa, diseñada para resistir los movimientos normales de la madera y seguir siendo impermeable, se completó a tiempo para el izado. El fin de semana anterior al levantamiento de la cubierta se celebró un minitrabajo en el que participaron 17 personas. Se realizaron los últimos trabajos en la tapa y se instaló una nueva ventana en el suelo de piedra del molino. Se retiró la lona y se desmontó el trasmallo. El 24 de octubre de 1983, una grúa móvil colocó en su sitio la tapa de 5 toneladas, ante la mirada de unas 70 personas. Se brindó por la colocación de la tapa con cerveza de la fábrica Adnams de Southwold.
Los trabajos de restauración de 1983 costaron 1.408 libras. Se recibieron subvenciones de la Asociación de Museos Independientes, el Instituto de la Mujer de Blo' Norton, la Sociedad de Transporte Histórico de Ipswich, la Asociación Nacional de Niños Superdotados, el Sr. D. Porter y la Sociedad para la Protección de Edificios Antiguos. Otros ingresos proceden de la venta de guías y de un dibujo del molino realizado por Wilf Foreman.

### 1984
En 1984 se celebraron cuatro prácticas. Los dos primeros corrieron a cargo de aprendices de la Eastern Electricity Board. Thelnetham Windmill fue elegido en el proyecto para beneficiarse del Young Person's Development Project de ese ano. El molino de Pakenham ya se había beneficiado del proyecto anteriormente, y sus propietarios, el Suffolk Preservation Trust, habían sugerido que Thelnetham Windmill sería un buen candidato para el proyecto. Dos grupos distintos pasaron una semana cada uno en el molino. Se instaló una red eléctrica. Se tendio un cable subterráneo con la ayuda de British Telecom, que estaba probando una perforadora de empuje desarrollada en sus instalaciones de investigación de Martlesham Heath. La perforadora de empuje tendió 25 yardas (23 m) de conducto a través del cual se colocó el cable de alimentación. A continuación, se dotó al molino de luces y enchufes en cada planta.
Otros trabajos realizados por los aprendices consistieron en reparar algunos daños causados por las heladas en los cimientos de ladrillo, excavar una zanja de drenaje alrededor del molino y colocar el motor auxiliar en su posición. Un camino de hormigón alrededor de la torre atrapaba la humedad, lo que provocaba humedades por capilaridad. Se construyó un desagüe francés alrededor del molino para solucionar este problema. En 1981 se adquirió un motor diésel Ruston & Hornsby 4YHR de 21 CV (16 kW), que se instaló en una base permanente de hormigón con la ayuda de una grúa móvil. Una vez montado, se pintó. Se fabricaron o repararon algunas piezas que faltaban o estaban rotas.
Fuera del emplazamiento se fabricaron la nueva rueda de freno y la cola de abanico. La rueda de freno original estaba demasiado podrida para repararla, y mostraba indicios de haber sido alterada con respecto a la original instalada en 1819. La rueda de freno original tenía 1,83 m de diámetro para permitir que las velas comunes funcionaran a su velocidad óptima. Cuando se modernizó el molino en 1832, fue necesario modificar las relaciones de transmisión dentro del molino, ya que las velas Patent funcionaban a menor velocidad que las velas Common. Se aumentó el diámetro de la gran rueda dentada y se redujo el de las tuercas de piedra. También se reconstruyó la rueda de freno, con un anillo de segmento de hierro fundido instalado en lugar de los dientes originales, lo que dio como resultado una rueda de 7 pies y 2 pulgadas (2,18 m) de diámetro. Se recabó la opinión de constructores de molinos profesionales y se decidió fabricar una versión a escala de la rueda de freno original, pero conservando los segmentos de dientes de hierro fundido. Los restos de la rueda de freno original se conservaron como exposición en el molino. Los segmentos de hierro originales estaban todos rotos, por lo que se hizo un patrón y se fundieron nuevos segmentos en fundición maleable tratada térmicamente. Una vez terminada, la rueda de freno se desmontó y se transportó al molino lista para su montaje.
Se hizo la cola de ventilador. Se sustituyeron algunos engranajes pequeños. Las culatas se hicieron de pinotea y las aspas de abeto Douglas. Durante el invierno, se repararon los ladrillos y las ventanas del molino. Al comenzar los primeros trabajos, sólo quedaba una ventana por reparar. Se instalaron nuevos engranajes de haya en la corona, que se devolvió a su posición correcta en el eje vertical.
Las cepas y las velas se fabricaron durante los dos talleres celebrados en julio y agosto, a los que asistieron un total de 41 personas a lo largo de las dos semanas. En los años veinte se compró un cepo de segunda mano que se conservó en el molino, pero al examinarlo se descubrió que no era apto para su uso. Por lo tanto, en lugar de una, se necesitaban dos nuevas. Las culatas modernas de acero ya se habían descartado por razones de coste y durabilidad, por lo que quedaban dos opciones. Las cepas tradicionales, hechas de una sola pieza de madera, o las cepas laminadas. No se podía obtener pinotea de buena calidad en las longitudes necesarias. El abeto Douglas se podía obtener en esas longitudes, pero se descartó por razones de resistencia y durabilidad. Un tronco de abeto Douglas de un aserradero cercano se había podrido después de sólo siete años. Así pues, se decidió fabricar cepas laminadas.
Las cepas, de 15,85 m de longitud, se fabricaron con abeto Douglasy toda la madera había sido tratada a presión con conservantes y bien curada. Se estimó que un tronco laminado sería hasta un 20% más resistente que un tronco similar de madera maciza. La madera utilizada tenía un grosor de 1+1⁄2 pulgadas (38 mm) y se necesitaban nueve láminas en el centro, donde la madera pasa a través del extremo del eje del rotor. Se prestó especial atención a los puntos de unión entre las distintas piezas de madera. Ambas culatas se fabricaron durante el proceso de trabajo, y una de ellas se recortó y terminó lista para su uso. Estas fueron las primeras culatas laminadas fabricadas por aficionados.
Se fabricaron cuatro velas. Los originales eran pares ligeramente diferentes. Las interiores tenían un paso de 3 pies (910 mm) y las exteriores un paso de 3 pies y 2 pulgadas (970 mm). Se decidió que las nuevas velas serían idénticas, con el paso mayor. Se cortaron cuatro látigos de 27 pies (8,23 m) de largo a partir de una balsa de pinotea obtenida de una maltería demolida en Bury St Edmunds.  Las fustas tienen un cuadrado de 150 mm en su extremo interior. Las barras de las velas y las lengüetas se fabricaron con pinotea moderna, seleccionada por su calidad. Se cortaron las mortajas para las barras de las velas. La de la escora de la vela está a 27° y la de la punta a 15°, disminuyendo 1½° en cada barra de vela. Tres de las cuatro velas estaban terminadas al final del trabajo.
Se instalaron en el molino la cola de ventilador y los engranajes correspondientes. Al final del segundo rodaje, la caperuza pudo girarse con la manivela. Poco después se instaló la cola de ventilador con las aspas pintadas de rojo, blanco y azul. La rueda de freno del brazo de cierre se montó alrededor del eje de viento. Se descubrió que el alabardero estaba excéntrico en el eje vertical en ½ pulgada (13 mm). Cuando esto se corrigió, la rueda de freno estaba dentro de 1/16 de pulgada (menos de 1 mm) de verdad. Las abrazaderas de las culatas se aserraron a partir de un trozo de pino alquitranado y se terminaron a finales de año. Otros trabajos incluyeron la renovación del marco de una de las puertas de la planta baja, la limpieza y pintura de los herrajes y el rejuntado de los ladrillos.Las cuatro velas se instalaron en el molino con la ayuda de una grúa móvil al final del segundo turno de trabajo. La culata, con una vela fijada, se introdujo cuidadosamente por el extremo del eje del molino y, una vez encajada y fijadas las abrazaderas, se colocó la segunda vela en la culata. El proceso se repetía con el segundo par de velas. El molino volvió a girar por el viento el último día del segundo trabajo.
A finales de año se terminó la cuarta vela, se equilibró la cola de ventilador y se solucionaron los problemas iniciales del engranaje de la cola de ventilador. Se fabricaron e instalaron el freno y la palanca de freno y se fundieron las manivelas de las velas.
Los trabajos de restauración en 1984 costaron 2.918 libras. Las subvenciones recibidas fueron de 1.209 libras del English Heritage, 500 libras del St Edmundsbury Borough Council y 52 libras de otras donaciones. Los ingresos de las jornadas de puertas abiertas del molino ascendieron a 151 libras. Hervey Benham aportó 2.000 libras a los fondos. Este dinero había sido asignado para permitir el traslado de un molino de postes abandonado a Thelnetham. Al final, no se procedió al traslado y el Sr. Benham permitió que la donación permaneciera en el Thelnetham Mill Preservation Trust. El proyecto recibió más apoyo en los medios de comunicación locales, incluido el East Anglian Daily Times, y uno de los trabajos fue presentado en el programa About Anglia de Anglia Television.

### 1985-87
Los trabajos previstos para 1985 incluían la sustitución de la ventana del piso de polvo y la finalización de las cepas y las velas. Se alquitranaron las paredes exteriores del molino y se enlucieron las interiores. Se celebraron dos jornadas de trabajo, del 20 al 28 de julio y del 17 al 26 de agosto. En los dos años siguientes se completó la restauración en 1987.

### Equipo de restauración
La restauración del molino de Thelnetham fue posible gracias al esfuerzo de 135 personas y 61 organizaciones. Esto fue posible gracias a la donación de mano de obra, plantas, materiales o dinero, o mediante descuentos en la compra de materiales o publicidad del proyecto.

## Descripción

#### Construido en 1819

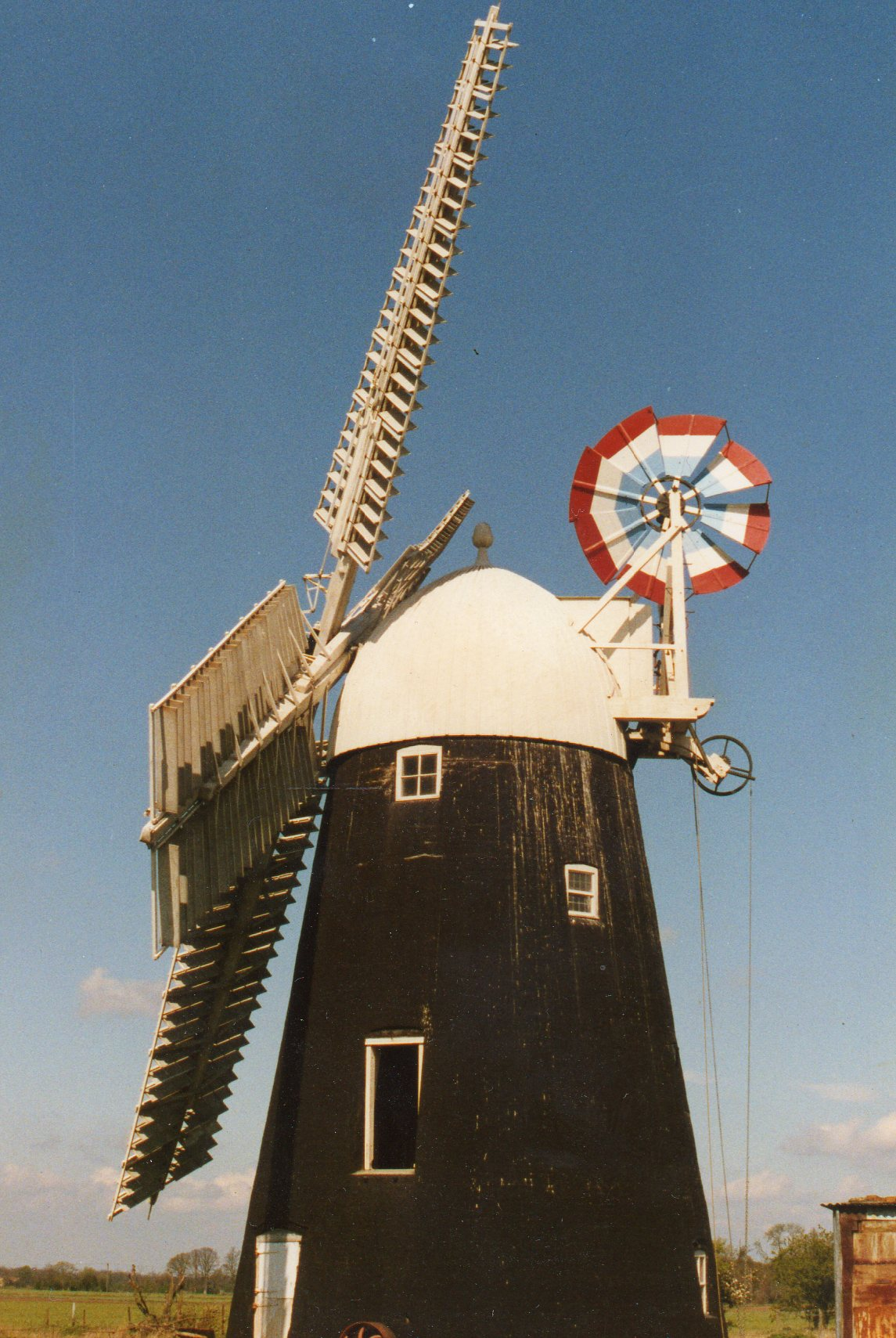
El molino restaurado, mayo de 1989

Molino de torre de cuatro pisos, con velas comunes montadas sobre un eje de madera, que movían dos pares de piedras de molino. Rueda de freno de 1,83 m de diámetro. Bobinado manual.

#### Restaurado
La torre de cuatro pisos está construida en ladrillo y mide 9,58 m desde el nivel del suelo hasta el bordillo. Los muros tienen un grosor de 610 mm a nivel del suelo.El molino se describe de arriba abajo.
En la parte superior de la torre se encuentra la tapa del pimentero, lo que da al molino una altura total de 45 pies (13,72 m) hasta el remate. Alberga internamente el eje de viento de hierro fundido y una rueda de freno de madera de 7 pies y 2 pulgadas (2,18 m) de diámetro.Externamente, las cuatro velas de doble charnela tienen una envergadura de 64 pies (19,51 m), una anchura de 9 pies (2,74 m) y una potencia de 30 caballos (22 kW). La cola en abanico de ocho palas mantiene el molino orientado hacia el viento.
El piso superior del molino es el piso del polvo. Podía utilizarse para almacenar grano y da acceso interno a la tapa. En la parte superior del eje vertical, en el centro del molino, se encuentra el emparrillador de hierro fundido, accionado por la rueda de freno.
El suelo de la tolva es donde se almacena el grano antes de ser molido para convertirlo en harina. En este piso se aloja el mecanismo de elevación de los sacos, accionado por correa desde la corona de madera situada en el piso inferior.
El suelo de piedra es donde se encuentran los dos pares de piedras de molino francesas de Burr. Las piedras tienen un diámetro de 1,32 m (4 pies y 4 pulgadas) y 1,40 m (4 pies y 7 pulgadas) La corona de madera está situada hacia el techo y acciona el elevador de sacos en el piso de los silos. Otra maquinaria de esta planta es una trituradora de avena y una harinadora.
La planta baja del molino es la harinera. Es donde se entrega la harina recién molida para su ensacado. En esta planta se encuentra la gran rueda de espolones de madera, situada en la parte inferior del eje vertical extendido, y las tuercas de piedra. La gran rueda de espolones ha sido transformada de construcción de brazo de compás a construcción de brazo de cierre. Un tercer par de piedras de molino francesas de 4 pies y 6 pulgadas (1,37 m) de diámetro está situado en un bastidor hurst,accionado por el motor auxiliar a través de una polea rápida y suelta.

## Molineros
- William Button 1819-37
- Rebecca Button 1837-?
- Richard Button 18??-60
- William Button 1860-62
- Richard Button (hijo) 1860-62
- Stephen Peverett 1862-79
- Henry Bryant 1879-1920
- Alphonso Vincent 1920-24
- George Vincent 1920-24

Referencia de lo anterior:-

## Cultura y medios de comunicación
Viv Codd produjo un vídeo sobre la restauración del molino.

## Acceso público
El molino de Thelnetham está abierto al público el lunes de Pascua, el domingo de las vacaciones de finales de mayo y agosto y el primer domingo de julio, agosto y septiembre. También está abierto a otras horas previo acuerdo.